# 滄州
滄州（そうしゅう）は、中国にかつて存在した州。南北朝時代から民国初年にかけて、現在の河北省滄州市および山東省浜州市一帯に設置された。

## 魏晋南北朝時代
517年（熙平2年）、北魏により瀛州と冀州の一部を分割して滄州が立てられた。滄州は浮陽郡に属する饒安・浮陽・高城・章武の4県と楽陵郡に属する楽陵・陽信・厭次・湿沃の4県と安徳郡に属する般・重合・重平・平昌の4県の合わせて3郡12県を管轄した。

## 隋代
586年（開皇6年）、隋により滄州は棣州と改められた。606年（大業2年）、棣州は滄州と改称された。607年（大業3年）に州が廃止されて郡が置かれると、滄州は渤海郡と改称され、下部に10県を管轄した。隋代の行政区分に関しては下表を参照。
| 隋代の行政区画変遷 | 隋代の行政区画変遷 | 隋代の行政区画変遷   | 隋代の行政区画変遷 | 隋代の行政区画変遷 | 隋代の行政区画変遷                                                    |
| 区分               | 開皇元年           | 開皇元年             | 開皇元年           | 区分               | 大業3年                                                               |
| ------------------ | ------------------ | -------------------- | ------------------ | ------------------ | --------------------------------------------------------------------- |
| 州                 | 滄州               | 滄州                 | 冀州               | 郡                 | 渤海郡                                                                |
| 郡                 | 楽陵郡             | 浮陽郡               | 渤海郡             | 県                 | 陽信県 楽陵県 饒安県 清池県 塩山県 南皮県 無棣県 滳河県 厭次県 蒲台県 |
| 県                 | 陽信県 楽陵県      | 浮陽県 饒安県 高城県 | 南皮県             | 県                 | 陽信県 楽陵県 饒安県 清池県 塩山県 南皮県 無棣県 滳河県 厭次県 蒲台県 |

## 唐代
618年（武徳元年）、唐により渤海郡は滄州と改められた。滄州は清池・饒安・無棣の3県を管轄した。742年（天宝元年）、滄州は景城郡と改称された。758年（乾元元年）、景城郡は滄州の称にもどされた。滄州は河北道に属し、清池・長蘆・塩山・無棣・楽陵・南皮・饒安・臨津・乾符の9県を管轄した。

## 宋代
北宋のとき、滄州は河北東路に属し、清池・塩山・無棣・楽陵・南皮の5県を管轄した。
金のとき、滄州は河北東路に属し、清池・塩山・無棣・楽陵・南皮の5県と長蘆・新饒安・旧饒安・乾符・郭疃・分水・海豊・海潤・利豊・撲頭・馬明の11鎮を管轄した。

## 元代
元のとき、滄州は河間路に属し、清池・楽陵・南皮・塩山・西無棣の5県を管轄した。

## 明代以降
明のとき、滄州は河間府に属し、南皮・塩山・慶雲の3県を管轄した。
1729年（雍正7年）、清により滄州は直隷州に昇格した。1731年（雍正9年）、滄州は天津府に転属し、属県を持たない散州となった。
1912年、中華民国により滄州は廃止され、滄県と改められた。